# Eliminare Hofmann
Eliminarea Hofmann este o reacție chimică de metilare exhaustivă, prin intermediul căreia o amină corespunzător substituită poate fi transformată într-o alchenă. În cadrul acestui proces, are loc formarea unor săruri de amoniu cuaternar (iodură, iar apoi hidroxid). Prin tratare cu oxid de argint (I) se obține alchena dorită și o amină terțiară. Reacția a fost denumită după descoperitorul ei, August Wilhelm von Hofmann.

## Mecanism

Animație a mecanismului de reacție a eliminării Hofmann

În prima etapă, amina este alchilată exhaustiv cu un agent de alchilare (de exemplu, cu iodură de metil), astfel ea fiind transformată într-o sare de amoniu cuaternar. Contraionul acestei sări va fi anionul iodură, ce provine din agentul de metilare. Prin tratarea cu oxid de argint (I), care are caracter bazic în soluție apoasă, sarea va deveni un hidroxid de amoniu cuaternar. Prin evaporarea soluției sau la încălzire, compusul ionic se descompune printr-o eliminare bimoleculară în alchena și amina corespunzătoare.